# 奥塔河
55°32′36″N 28°11′26″E / 55.54333°N 28.19056°E
奥塔河是白俄羅斯的河流，位於該國北部，流經維捷布斯克州，屬於季斯納河的支流，河道全長47公里，流域面積461平方公里，發源自苗爾斯基區。